# Historia de las Azores

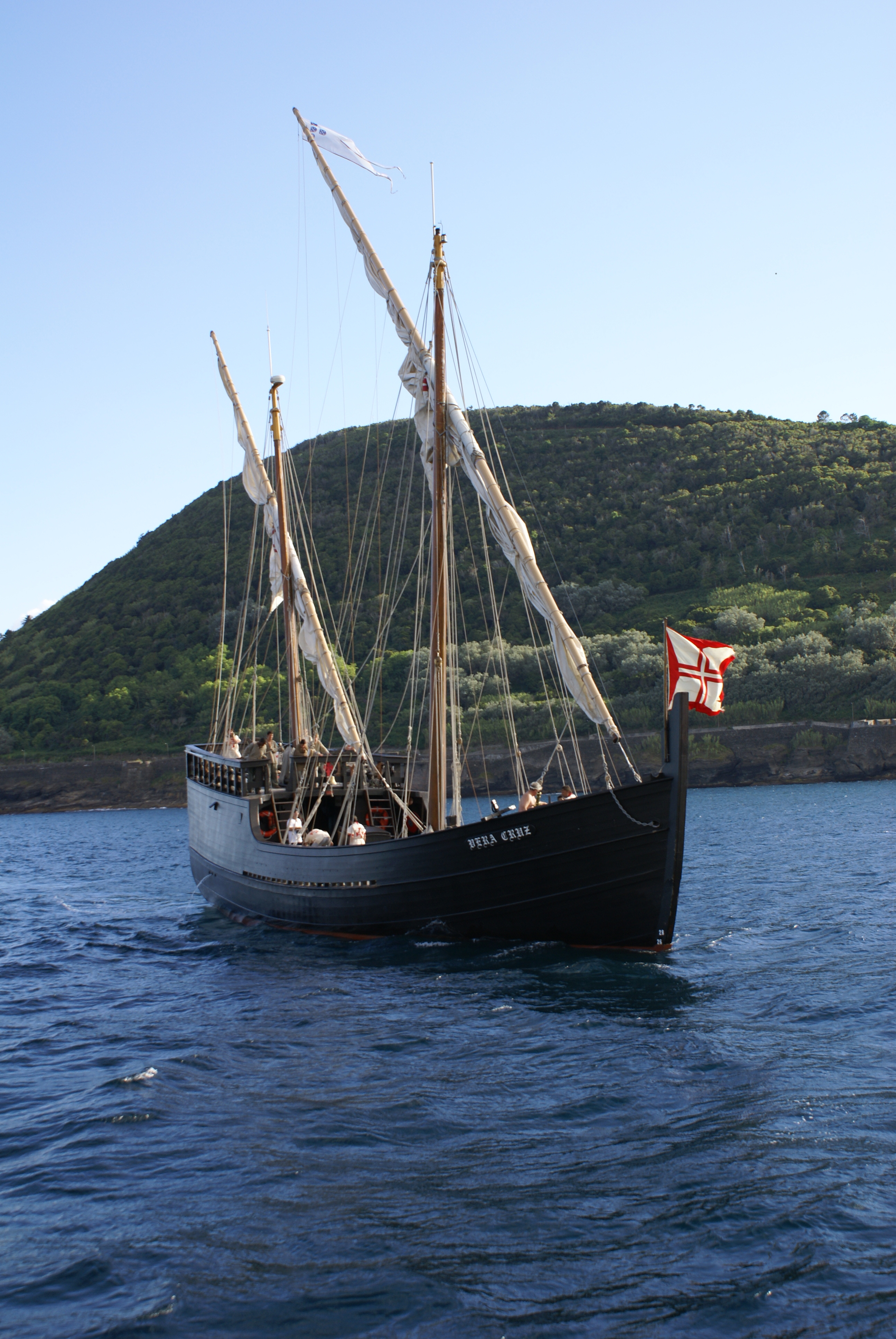
Carabela Vera Cruz entrando en el Porto de Pipas, Angra do Heroísmo.

La historia de las Azores cuenta con casi 600 años de presencia humana continuada sobre sus nueve islas. Las Azores poseen un lugar importante en la historia portuguesa y en la historia del Atlántico. Aunque sea difícil resumir la historia de las Azores, los siguientes puntos, adoptando, con las adaptaciones necesarias y el prolongamiento en el tiempo, las “épocas” de la obra de Francisco Ferreira Drummond, intentan apuntar sus principales etapas. 
Con la caída del Imperio romano de Occidente, el fin del mundo clásico en el occidente europeo durante la Alta Edad Media y el cierre del mar Mediterráneo debido a la expansión islámica, el conocimiento de la existencia de tierras al oeste de Europa occidental fue progresivamente relegado para la mitología. Se puede comprobar por las múltiples leyendas medievales acerca de la Atlántida, de las Siete Ciudades, las tierras de San Brandán, las Islas Afortunadas, la isla del Brasil, Antília, las Islas Azules, la Tierra de los Bacalaos y de muchas otras tierras perdidas en el océano Atlántico. En la segunda mitad del siglo XIV, con la llegada del Renacimiento, comienzan a surgir múltiples cartas marítimas donde aparecen, en posiciones y configuraciones más o menos fantasiosas, muchas de esas islas y tierras.
- Datos: Q2351619
- Multimedia: History of the Azores / Q2351619